# Daichi Miura

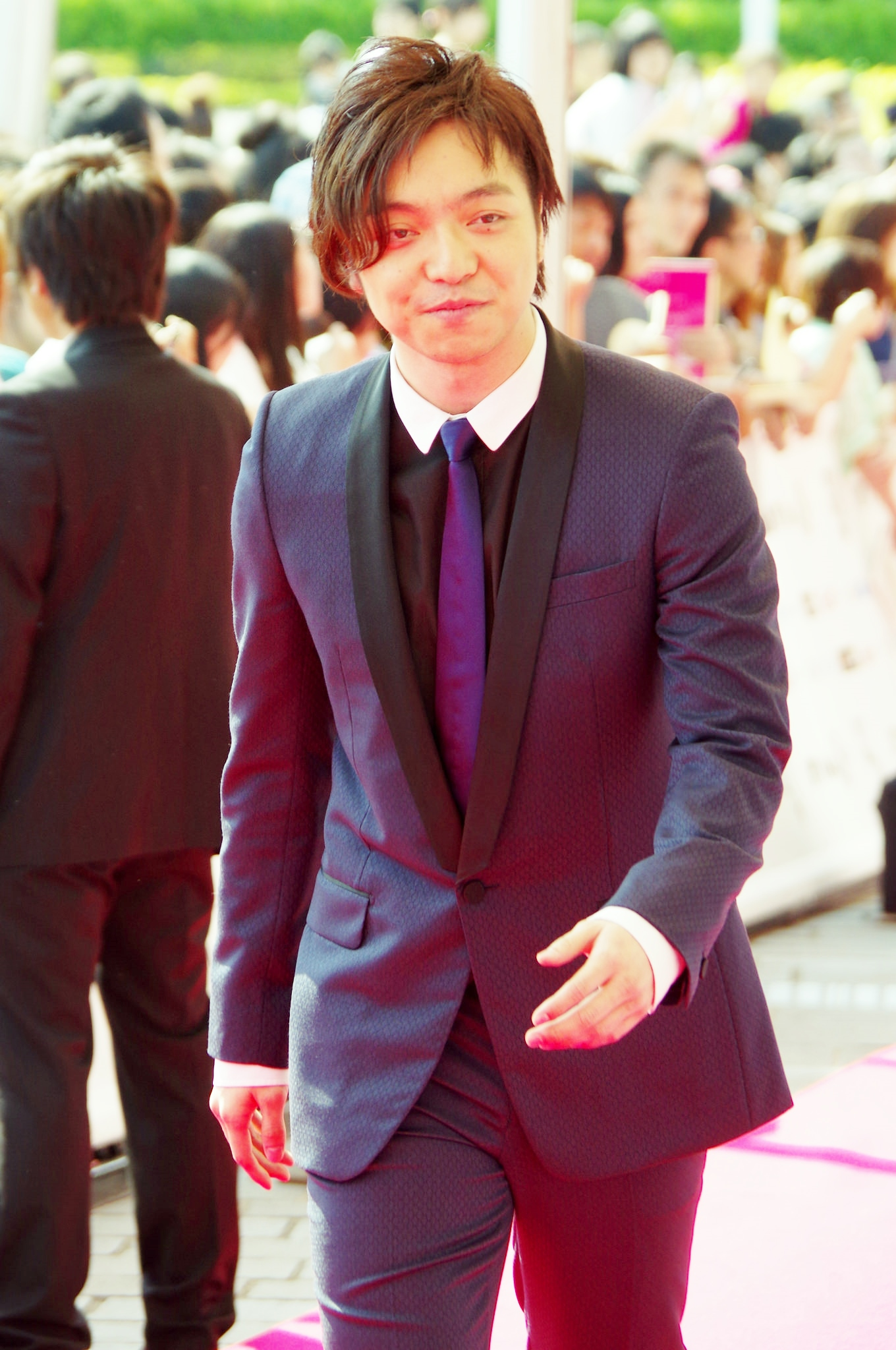
Daichi Miura auf dem roten Teppich der MTV Video Music Awards Japan 2014 (2014)

Daichi Miura (jap. 三浦 大知; Miura Daichi; * 24. August 1987 in Okinawa, Japan) ist ein japanischer J-Pop-Sänger mit R&B-Einflüssen. Seinen Plattenvertrag unterschrieb Daichi unter Sonic Groove, einem Sub-Label von Avex Trax. Für sein Management steht er bei Rising Production unter Vertrag, hier sind z. B. Künstler wie Nana Tanimura unter Vertrag.

## Leben
Zum Neujahr 2015 heiratete Daichi eine in der medialen Öffentlichkeit unbekannte Frau, mit der er seit einiger Zeit zusammen gewesen sei. Gegen Ende 2016 wurden sie Eltern eines gemeinsamen Sohnes.

## Musikkarriere
Daichi debütierte 1997 als Sänger in der Gruppe Folder, welche aus Schülern der Okinawa Actors School bestand. Am 19. Mai 1999 veröffentlichte er eine Solo-Single mit dem Titel Big Heart. Er verließ die Gruppe allerdings 2000, aufgrund seines Stimmbruchs. Musikalisch, neben dem Singen, spielt er auch Piano und Gitarre. Zu seinen Inspirationen gehören Justin Timberlake und Usher.

### 2004 bis 2006: Offizielles Debüt undD-Rock with U
Am 1. August 2004 startete er sein Comeback als Solo-Artist und veröffentlichte seine Debüt-Single Keep It Goin' On am 30. März 2005. Die Single erreichte #14 in den Oricon-Charts und konnte sich fast 25.000-mal verkaufen. Schon im Juni des Jahres veröffentlichte man die zweite Single mit dem Titel Free Style, die ebenfalls ein Top-20-Hit wurde. Schließlich wurde die dritte Single mit dem Titel Southern Cross im Oktober des Jahres veröffentlicht und debütierte auf #34 der Oricon-Charts.
Im Januar 2006 veröffentlichte er seine erste Kollaboration mit dem Sänger Utamaru aus der japanischen Musikgruppe Rhymester. Die Single debütierte auf #29 und hielt sich für drei Wochen in den Charts. Zwei Wochen später erschien auch schon das erste Studioalbum mit dem Titel D-Rock with U, es landete auf #18 der Oricon-Charts. Im März des Jahres wurde sein erstes Konzertvideo mit dem Titel D-Rock with U: Daichi Miura Live Chapter 2 @ Shibuya-AX veröffentlicht, das in Kooperation mit MTV Japan produziert wurde.

### 2007 bis 2009:Who’s the Man-Ära – kommerzielle Depression
Nach mehr als einem Jahr Stille, veröffentlichte Daichi seine nächste Single Flag, im Juli 2007. Mit einer Höchstplatzierung von #62 und einem Charts-Aufenthalt von einer Woche, in den Oricon-Charts, wird diese Single derzeit als seine schlechtverkaufteste bezeichnet. Es verging schließlich ein weiteres Jahr, bis er im Juli 2008 die Single Inside Your Head veröffentlichte. Erstmals erstellte er selbst die Choreografie zum Lied, was dazu führte, dass er die Tänze zu vielen seiner Lieder selbst choreografierte.
Seine siebte Single mit dem Titel Your Love wurde am 11. Februar 2009 veröffentlicht. Diese Single ist eine Kollaboration mit dem japanischen Sänger Kreva. Im folgenden Mai folgte die nächste Single Delete My Memories und im Juli ging er auf eine kurze Tour von zwei Konzerten in Tokio und Ōsaka. Schließlich folgte das zweite Studioalbum mit dem Titel Who's the Man im September des Jahres. Dieses Studioalbum erreichte allerdings nur #27 der Oricon-Charts. Zum Ende des Jahres, im November, veröffentlichte man auch noch ein weiteres Konzertvideo mit dem Titel Daichi Miura Live 2009: Encore of Our Love, das sich auf die kurze Tour vom Juli bezieht.

### 2010 bis 2011:D.M.-Ära – Kommerzieller Aufstieg
Im Februar 2010 veröffentlichte er mit der südkoreanischen Sängerin BoA die Kollaboration Possibility mit Musikvideo für das siebte Studioalbum Identity von BoA. Erst im folgenden August meldete sich Daichi mit der nächsten Single The Answer für seine eigene Diskografie wieder zurück, hierbei änderte er sein Image, indem er seine Frisur lockig änderte und mehr in zeitgenössische R&B-Musik ging. Eine weitere Single mit dem Titel Lullaby folgte im Dezember des Jahres. Das Lied wurde als Titellied für die Show Future Tracks R verwendet und konnte auf #16 debütieren.
Am 25. Mai 2011 wurde das dritte Konzertvideo mit dem Titel Daichi Miura Live Tour 2010: Gravity veröffentlicht, am 1. Juni die Single Touch Me und später im August die Single Turn Off the Light. Außerdem folgte das dritte Studioalbum mit dem Titel D.M. am 30. November 2011. Mit einer Höchstplatzierung von #7 war dies auch Daichis erster Top-10-Einstieg in seiner ganzen musikalischen Karriere. Das Studioalbum verkaufte sich fast 26.000-mal und konnte damit seinen bisher erfolgreichsten Tonträger Keep It Goin' On überbieten.

### 2012 bis 2013:The Entertainer-Ära – Kommerzieller Höhepunkt
Das vierte Konzertvideo mit dem Titel Daichi Miura Live Tour 2011: Synesthesia wurde im Februar 2012 veröffentlicht. Die zwölfte Single Two Hearts konnte an größere Aufmerksamkeit knüpfen und debütierte auf #9 der Oricon-Charts und war somit seine erste Single in den Top 10. Nur zwei Wochen später war er Teil einer Kollaboration mit Miho Fukuhara für ihre Single Dream On. Schon im August folgte ein weiteres Konzertvideo mit dem Titel Daichi Miura Live 2012 "D.M." in Budokan, eine Woche später wurde auch eine weitere Single Elevator veröffentlicht. Abschließend zum Jahr wurde im Dezember die Single Right Now / Voice veröffentlicht, die von seiner Fangemeinde als liebste Single gelobt wird. Die Single erreichte #7 der Charts und verkaufte sich fast 24.000-mal.
Zum Beginn des Jahres 2013 veröffentlichte er im Januar das Konzert Extime Tour 2012 auf Blu-ray und DVD. Zwei Monate später, im März, folgte seine erste Videokompilation mit dem Titel Choreo Chronicle 2008-2011 Plus, die neben Musikvideos auch Choreografien enthält. Im Juli des Jahres erschien die Single Go for It und erreichte #8 in den Charts. Schließlich folgte im November das vierte Studioalbum mit dem Titel The Entertainer, das mit der Promo-Single I'm on Fire beworben wurde. Das Studioalbum konnte sich mit #5 in den Charts fast 35.000-mal verkaufen und war damit sein erster Tonträger, der die 30.000-Marke brechen konnte.

### Seit 2014:FeverundExcite
Wie auch im Jahr zuvor, wurde im Januar 2014 ein weiteres Konzert auf BD und DVD veröffentlicht. Der Titel lautete Daichi Miura Live Tour 2013: Door to the Unknown. Im März des Jahres erschien die Single Anchor, im Oktober dann die Video-Veröffentlichung zum Konzert Daichi Miura Live Tour 2014: The Entertainer. Im folgenden Monat erschien die Single Bring It Down, einen weiteren Monat später eine weitere Fureau Dake ga: Always with You (ふれあうだけで) und schließlich im Dezember des Jahres die CD-Single Fureau Dake ga: Always with You / It's the Right Time.
Nur zwei Monate Später, im Februar 2015, wurde die nächste Single mit dem Titel Unlock veröffentlicht. Bereits im Juni des Jahres folgte die Single Music, platzierte sich allerdings außerhalb der Top-10 mit dem 11. Platz. Erst im September folgte das fünfte Studioalbum, das mit einer Höchstplatzierung von #3 bisher seine chart-technisch erfolgreichste Veröffentlichung ist, jedoch sanken die Verkaufszahlen und wurde somit weniger als The Entertainer und D.M. verkauft. Zum Ende des Jahres folgte die Video-Veröffentlichung zu Choreo Chronicle 2012-2015 Plus.
Im Februar 2016 folgte die Video-Veröffentlichung zum Konzert Daichi Miura Live Tour 2015: Fever, wobei die Blu-ray Version in den Oricon Blu-ray-Musik-Charts die Höchstplatzierung erreichen konnte und somit die erste wöchentliche Höchstplatzierung in seiner Karriere ist. Für den 30. März wurde die 19. Single Cry & Fight angekündigt, die jedoch nur ein mäßiger Erfolg wurde. Am 6. Mai folgte sein erster Auftritt in der beliebten japanischen Musiksendung Music Station, in der unterschiedlich erfolgreiche Popmusiker, die in Japan beliebt sind, wöchentlich auftreten. Die Sängerin und die Dream On-Kollaborationspartnerin Miho Fukuhara teilte auf dem sozialen Netzwerk Facebook den Beitrag zum Music-Station-Auftritt und beschrieb neben ihrem Glückwunsch, dass dort aufzutreten einer von Daichis größten Träumen war. Am 2. Oktober wurde eine weitere Single namens Excite als Kurzversion veröffentlicht. Dieses Lied wirkte als Titellied für die Serie Kamen Rider Ex-Aid. Im Oktober folgte schließlich die nächste Single mit dem Titel (Re)Play.
Im Verhältnis zu den vorherigen Abständen zwischen den Veröffentlichungen, veröffentlichte er früh eine weitere Single bereits am 18. Januar 2017. Die Single trägt den Titel Excite und bezieht sich auf die Kurzversion die zuvor veröffentlicht wurde. Am ersten Tag verkaufte sich die Single 13.067-mal und landete erstmals in seiner Karriere auf #1 der täglichen Oricon-Single-Charts. Am Ende der Woche erlangte er schließlich auch zum ersten Mal in seiner musikalischen Karriere #1 in den wöchentlichen Oricon-Single-Charts und gleichzeitig gelang es mit diesem Tonträger von 29.789 verkauften Einheiten in einer Woche seine bis dato meistverkaufte Single Keep It Goin' On (2005), die 24.542 verkaufte Einheiten im gesamten Chartaufenthalt von zehn Wochen hatte, zu überbieten.

## Diskografie
Studioalben

| Jahr | Titel                     | Höchstplatzierung, Gesamtwochen, AuszeichnungChartsChartplatzierungen (Jahr, Titel, Platzierungen, Wochen, Auszeichnungen, Anmerkungen) | Anmerkungen                                                   |
| Jahr | Titel                     | JP | Anmerkungen                                                   |
| ---- | ------------------------- | --- | ------------------------------------------------------------- |
| 2006 | D-Rock with U             | JP18 (4 Wo.)JP | Erstveröffentlichung: 25. Januar 2006 Verkäufe JP: + 12.815   |
| 2009 | Who’s the Man             | JP27 (4 Wo.)JP | Erstveröffentlichung: 16. September 2009 Verkäufe JP: + 5.604 |
| 2011 | D.M.                      | JP7 (7 Wo.)JP | Erstveröffentlichung: 30. November 2011 Verkäufe JP: + 25.776 |
| 2013 | The Entertainer           | JP5 (7 Wo.)JP | Erstveröffentlichung: 20. November 2013 Verkäufe JP: + 34.868 |
| 2015 | Fever                     | JP3 (9 Wo.)JP | Erstveröffentlichung: 2. September 2015 Verkäufe JP: + 24.713 |
| 2017 | Hit                       | JP4 (41 Wo.)JP | Erstveröffentlichung: 22. März 2017 Verkäufe JP: + 50.087     |
| 2018 | Kyūtai (球体) Eine Sphäre | JP5 (11 Wo.)JP | Erstveröffentlichung: 11. Juli 2018 Verkäufe JP: + 22.260     |
| 2024 | Over                      | JP6 (7 Wo.)JP | Erstveröffentlichung: 14. Februar 2024                        |